# Lemmy (Film)
Lemmy ist ein US-amerikanischer Dokumentarfilm über den britischen Musiker Lemmy Kilmister, den Bandleader und Sänger der Band Motörhead.

## Inhalt
Der als Rockumentary konzipierte Film Lemmy wurde von Greg Olliver und Wes Orshoski produziert. Es handelt sich um eine Footage aus 16-mm-Film- und High-Definition-Video-Material, das über drei Jahre aufgenommen wurde. Das Material stammt dabei aus internationalen Aufnahmen aus den Vereinigten Staaten, Deutschland, Großbritannien, Finnland, Norwegen, Schweden, Russland und Dänemark und beinhaltet Interviews mit Freunden, Kollegen und Bewunderern, u. a. Dave Grohl, Slash und Duff McKagan von Guns N’ Roses und Velvet Revolver, Ozzy Osbourne, James Hetfield, Lars Ulrich, Robert Trujillo und Kirk Hammett von Metallica, David Ellefson von Megadeth, Scott Ian von Anthrax, Alice Cooper, Peter Hook von Joy Division und New Order, Dee Snider, Nikki Sixx, Mick Jones von The Clash, Kat Von D, Henry Rollins, Lars Frederiksen von Rancid, Jim Heath von Reverend Horton Heat, Slim Jim Phantom von The Stray Cats, Mike Inez, Joan Jett, Dave Navarro von Jane’s Addiction, Ice-T, dem Skateboarder Geoff Rowley, dem Wrestler Triple H, Fast Eddie Clarke, Jarvis Cocker, Marky Ramone, den ehemaligen Bandkollegen von Hawkwind Dave Brock and Stacia Blake sowie Steve Vai. Auch Kilmisters Sohn Paul wird in diesem Film über seinen Vater interviewt.
Darüber hinaus schaut der Dokumentarfilm dem Stiefelmacher Pascal Cooper dabei zu, wie Cooper in seinem Atelier in Handarbeit aus hellbraunem Leder ein neues Paar Stiefel für Lemmy anfertigt. In Bezug auf den modischen Geschmack seines regelmäßigen Auftraggebers erklärt Handwerker Pascal Cooper: „Er [Lemmy] hat einen sehr eigenen und guten Sinn für Ästhetik. Manchmal bringt er mir Zeichnungen von seinen Vorstellungen. Wenn ich sie benennen müsste, würde ich sagen, es sind Western-Schaftstiefel […] Sie erinnern an Kavallerie-Stiefel.“

## Veröffentlichung

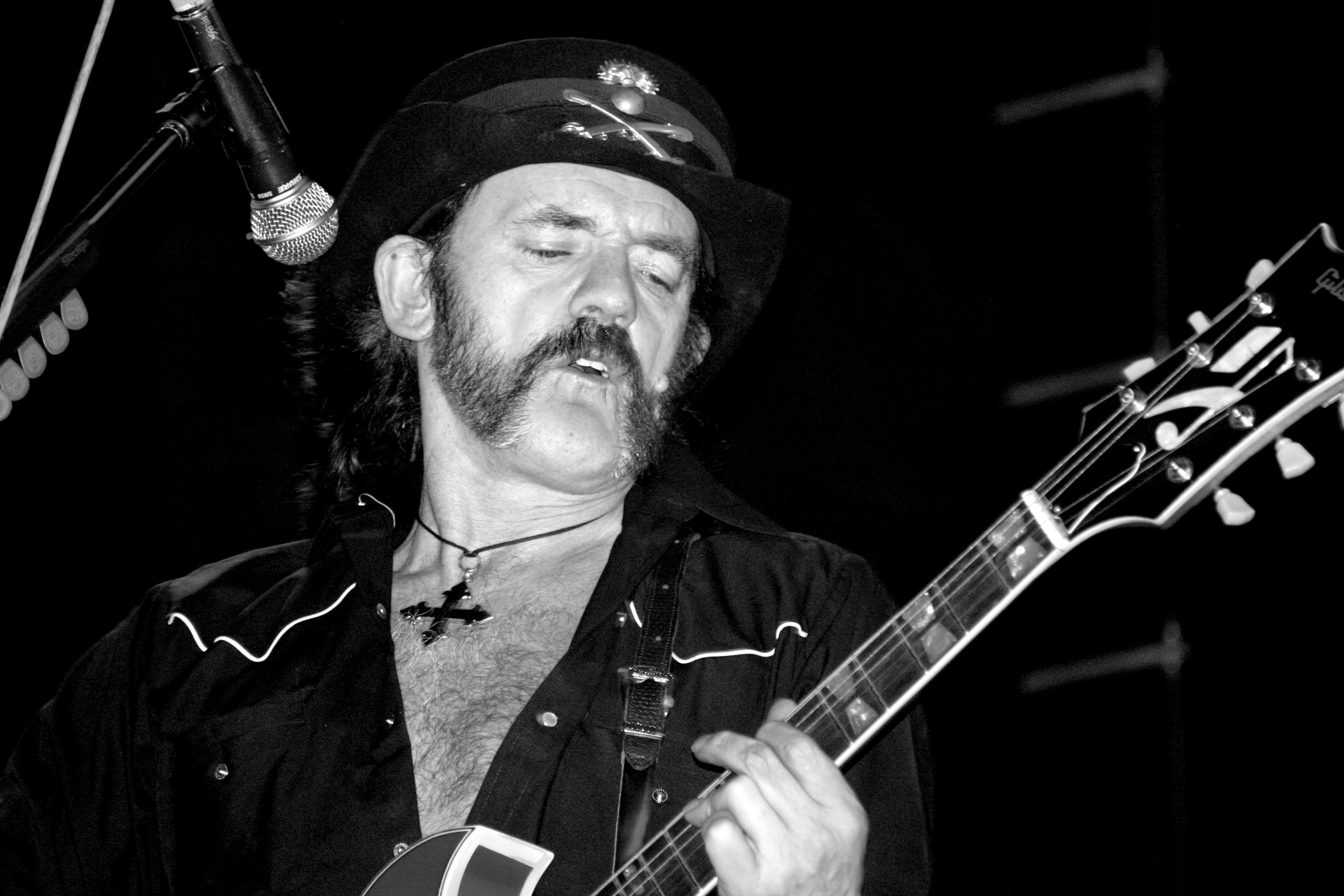
Lemmy Kilmister 2006 mit Gitarre

Die Premiere von Lemmy erfolgte im März 2010 auf dem Festival South by Southwest in Austin, Texas. Anschließend wurde er bei verschiedenen Filmfestivals in den USA, Kanada, Australien, Griechenland, Chile, Brasilien, Spanien, Frankreich, und anderswo präsentiert. In Großbritannien wurde er erstmals beim London Film Festival am 23. Oktober 2010 gezeigt, in Frankreich beim L’Étrange Festival am 8. September 2010.
Entertainment One veröffentlichte die DVD am 21. Januar 2011 in Deutschland und am 24. Januar in Großbritannien. Beim Wacken Open Air 2011 wurde der Film als Nachtprogramm im Moviefield aufgeführt.
Die deutsche Veröffentlichung ist um sieben Minuten geschnitten, es fehlt das Kapitel, in welchem Lemmy seine Sammlung von Nazi-Devotionalien präsentiert. Die ungeschnittene Fassung wurde von der FSK nicht bewertet und ist in Deutschland nicht erhältlich.

## Rezeption
Hamish MacBain vom New Musical Express (NME) bewertete Lemmy mit 8 von 10 möglichen Punkten und bemerkte, dass allein das Hören seiner Stimme beim Text zu Rock it wert sei, den Film zu sehen. (“[h]earing him roar the words to ‘Rock It’ alone is reason enough to watch this movie”). Die Besprechung des The Hollywood Reporter befand den Film als „unterhaltsam genug, um das Thema auch an das Publikum über die Metal-Gemeinschaft hinaus zu vermitteln“ (“entertaining enough, to convey the subject’s appeal to audiences beyond the metal crowd”).
Im deutschen Rock Hard wurde die DVD von Götz Kühnemund als „DVD des Monats“ im Februar 2011 mit den Worten „Hochinteressant, gut gefilmt und geschnitten – und ziemlich unverzichtbar“ vorgestellt.